# Tropaeolum calvum
Tropaeolum calvum là một loài thực vật có hoa trong họ Tropaeolaceae. Loài này được (J.F. Macbr.) Sparre miêu tả khoa học đầu tiên năm 1991.